# Hans Hase
Hans Hase (* 1525; † 1591 in Dresden) war ein Dresdner Ratsherr und Bürgermeister.

## Leben

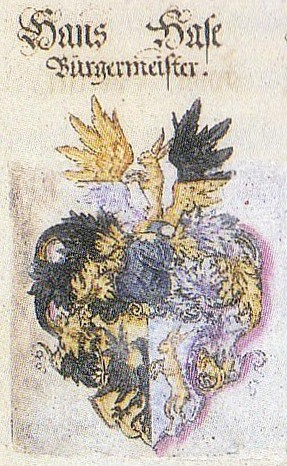
Wappen des Dresdner Bürgermeisters Hans Hase (Privilegienbuch der Stadt Dresden, 1584)

Hans Hase hatte ab 1550 das Dresdner Bürgerrecht und wurde 1559 als Mitglied in den städtischen Rat aufgenommen. Ab 1576 war er einer der drei Dresdner Bürgermeister und leitete bis 1588 im üblichen Drei-Jahres-Rhythmus als regierender Bürgermeister die Verwaltung der Stadt. Außerdem war er ab 4. Mai 1576 bis zu seinem Tod Hospitalmeister des Maternihospitals. 1591 verstarb er in Dresden und wurde am 2. November auf dem Frauenkirchhof begraben.
Neben seiner politischen Tätigkeit war Hase als Unternehmer aktiv und besaß den Eisenhammer Dorfchemnitz im Erzgebirge. 1567 erhielt er von Kurfürst August die Konzession zur Errichtung und zum Betrieb des Hammerwerkes und einer dazugehörigen  Eisenerzgrube. Zugleich wurde ihm ein Befreiungsbrief ausgestellt, der ihn von allen Steuerzahlungen entband. In einer zugehörigen Schmelzhütte in Clausnitz wurde vorrangig in der Nähe abgebautes Magnetit verhüttet. Mit dem gewonnenen Roheisen produzierte das Hammerwerk hauptsächlich verschiedene Werkzeuge und Arbeitsgeräte für die zahlreichen Bergwerke der Umgebung.
1584 erwarb Hase in Böhmen unmittelbar hinter der sächsischen Landesgrenze ein Waldstück zur Holznutzung, um hier die für sein Hammerwerk benötigte Holzkohle zu erzeugen. Zum Abtransport ließ er den vorhandenen Mönchsteg ausbauen und eine Brücke über den Grenzfluss Flöha errichten. Dieser illegale  Grenzübergang führte zum Streit mit Caspar von Schönberg, dem Besitzer der Herrschaft Purschenstein. Schönberg befürchtete einen Rückgang der ihm zustehenden Zolleinnahmen an der Straße Freiberg – Brüx durch den nicht genehmigten Nebenweg. Erst ein durch Vermittlung des Kurfürsten August zustande gekommener Vergleich gestattete Hans Hase die weitere Nutzung des Weges. Er durfte jedoch ausschließlich von seinen eigenen Fuhrleuten benutzt und musste von ihm selbst auf eigene Kosten instand gehalten werden. Außerdem verpflichtete sich Hase, jährlich 12 Gulden an Caspar von Schönberg zu bezahlen. Bis heute erinnert die nahe dem Orte Georgendorf gelegene Hasenbrücke an diese Zusammenhänge. Der Eisenhammer Dorfchemnitz wird heute als technisches Denkmal museal genutzt.

## Familie
Hans Hase war ein Sohn von Nickel Hase. Sein Bruder Peter Hase (* 1521 zu Dresden; † 1564) war katholischer Pfarrer zu Auma. Hans Hase war verheiratet mit Anna, Tochter des kurfürstl. sächs. Küchen- und Fischmeisters Georg Rüger (* 1485; † 28. Juli 1559 zu Dresden, beerdigt in der dortigen Frauenkirche Friedhof). Hans Hases Tochter Sabina (* 1546; † nach Dezember 1605) war verheiratet mit Hans Volhart (Vollhardt), kurfürstl. sächs. Lehn- & Gerichts-Sekretär zu Dresden (* 29. Juli 1546 zu Dresden; † 12. Dezember 1605 zu Dresden).